# Kokra
Kokra – wieś w Słowenii, w gminie Preddvor. W 2018 roku liczyła 260 mieszkańców.